# Topi Jaakola
Topi Jaakola (15 listopada 1983 w Oulu) – fiński hokeista, reprezentant Finlandii.

## Kariera
- Kärpät U16 (1997-1999)
- Kärpät U18 (1999-2000)
- Kärpät U20 (2000-2002)
- Kärpät (2001-2008)
- Södertälje SK (2008-2010)
- Luleå HF (2010-2012)
- Amur Chabarowsk (2012-2013)
- HC Lev Praga (2013-2014)
- Jokerit (2014-2017)
- HV71 (2017-2018)
- TPS (2018)
- Pelicans (2019-2020)
- ZSC Lions (2020)

Od maja 2013 zawodnik czeskiego klubu HC Lev Praga. Od lipca 2014 do kwietnia 2017 zawodnik Jokeritu. Od lipca 2017 do marca 2018 był zawodnikiem HV71. We wrześniu 2018 został zawodnikiem TPS, w barwach którego rozegrał jeden mecz i z powodu kontuzji został zwolniony w październiku tego roku. W czerwcu 2019 przeszedł do Pelicans. W lutym 2020 trafił do ZSC Lions. Po sezonie odszedł z klubu.
Uczestniczył w turniejach mistrzostw świata w 2009, 2010, 2011, 2012, 2015, 2016, 2017.

## Sukcesy
Reprezentacyjne
- Brązowy medal mistrzostw świata juniorów do lat 18: 2001
- Brązowy medal mistrzostw świata juniorów do lat 20: 2002, 2003
- Złoty medal mistrzostw świata: 2011
- Srebrny medal mistrzostw świata: 2016

Klubowe
- Srebrny medal mistrzostw Finlandii: 2003 z Kärpät
- Złoty medal mistrzostw Finlandii: 2004, 2005, 2007, 2008 z Kärpät
- Brązowy medal mistrzostw Finlandii: 2006 z Kärpät
- Trzecie miejsce w European Trophy: 2011 z Luleå
- European Trophy: 2012 z Luleå
- Finał KHL o Puchar Gagarina: 2014 z HC Lev Praga

Indywidualne
- Mistrzostwa Świata w Hokeju na Lodzie 2009/Elita: jeden z trzech najlepszych zawodników reprezentacji